# Hella Nohl
Hella Nohl (geb. Richtberg; * 12. März 1939 in Gießen; † 31. Mai 2023) war eine deutsche bildende Künstlerin. Sie lebte und arbeitete in Gießen und Berlin.

## Leben und Werk
Hella Nohl studierte Kunstpädagogik an der Akademie für Bildende Künste Mainz und Kunstgeschichte an der Johannes-Gutenberg-Universität Mainz. Von 1965 bis 1995 ging sie einer Lehrtätigkeit nach, zuletzt an der Liebigschule Gießen. Ab 1986 intensivierte sie ihre eigene künstlerische Arbeit.
Hella Nohl lebte und arbeitete in Gießen und Berlin und wurde bekannt durch ihre künstlerische Arbeit mit Rotwein. Studienaufenthalte in Italien, die Begegnung mit seinen Weinlandschaften, brachten die Künstlerin zu ihrem Thema, dem „Wein“, und führten dazu, dass sie schließlich den roten Wein selbst als Gestaltungsmittel einsetzte und Farbnuancen sowie Farbverhalten des Rotweines in einer neuen Weise untersuchte und präsentierte.
Daneben interessierte und faszinierte sie die graphische Qualität der Rebstöcke, und so entwickelte sie aus der zeichnerisch mehr und mehr abstrahierten Gestalt des Weinstockes und seiner Aneinanderreihung zu Rebenzeilen eine eigene Art von Schrift, die sie „Rebschrift“ nannte. In Arbeitsreihen, Serien oder Werkgruppen behandelte die Künstlerin so auf die eine oder andere Weise das Thema Wein.

## Ausstellungen
Arbeiten von Hella Nohl wurden in Einzel- und Gruppenausstellungen in Belgien, Deutschland, Italien, Niederlanden, Österreich, Polen, Spanien und Singapur gezeigt.

## Kataloge und Dokumentationen (Auswahl)
- Hella Noh (= Gießener Kunstreihe, Heft 2), Kulturamt/Kulturhalle: Gießen 2016
- 21. Jahresschrift für Künstlerbücher und Handpressendrucke, Edition Lebensretter (Hg), Leipzig 2012
- Katalog „Goethes >Farbenlehre< und die Lehren von den Farben und vom Färben“, Städtische Museen Wetzlar, 2011
- Katalog „Die Kunst war in der Stadt - Hommage an eine Gründergeneration“ Forum Konkrete Kunst Erfurt, 2009
- Katalog „Visions of Watercolours today - Aquarellvisionen heute“ Kunstverein Villa Streccius Landau, 2009
- Katalog „Die Rationale II“, Frauenmuseum Bonn, 2008
- 17. Jahresschrift für Künstlerbücher und Handpressendrucke Edition Lebensretter (Hg), Leipzig 2008
- Katalog „MOTIVA“ Austria Center Vienna, Wien 2007
- Katalog „internacional-constructivo-concreto-reductivo-inteligible“ Ayuntamiento de Aranjuez, Espana, (Hg.), 2007
- Katalog „Farb-Töne“ Johannes-Gutenberg-Universität Mainz (Hg.), 2005
- Katalog Hella Nohl - „Rot-Wein-Reihen“ Galerie Dietgard Wosimsky, Gießen (Hg.), 2005
- 14. Jahresschrift für Künstlerbücher und Handpressendrucke Edition Lebensretter (Hg.), Leipzig, 2005
- Katalog „Die befreite Linie“ märz galerien Mannheim/Ladenburg und Galerie Dietgard Wosimsky, Gießen (Hg.),2004
- Katalog „Geometrisch-Konkret VIII“, Galerie Kunen, Dülmen u. Mondriaanhuis, Museum f. Konkrete Kunst, Amersfoort, 2004
- Katalog „Innovation“, 10. Gmundner Symposion Wien/Klagenfurt, 2003
- Katalog „liebig: konkret“ Galerie Dietgard Wosimsky (Hg.), Gießen 2003
- Katalog „Hessiale 2002, Landeskunstausstellung Hessen“
- Katalog Hella Nohl, „Bacchus-Zeichen“ Galerie Dietgard Wosimsky (Hg.), Gießen 2002
- Katalog „Spektrum Kulturlandschaft“, 2001 Landesverband der Galerien Hessen und Rheinlandpfalz
- Katalog Hella Nohl, „Dionysischer Tanz“ Galerie Dietgard Wosimsky (Hg.), Gießen 2000
- Katalog Hella Nohl, „Weinstock-Variationen“, Galerie Dietgard Wosimsky (Hg.), Gießen 1997

## Dokumentationen
- Malen mit Rotwein, Hessenschau, HR3, 28. November 2008 (TV)
- Malen mit Wein, Deutsche Welle, 6. Februar 2010 (Rundfunk)